# Chlamydogobius squamigenus
Chlamydogobius squamigenus és una espècie de peix de la família dels gòbids i de l'ordre dels perciformes.
Els adults poden assolir 4,8 cm de longitud total. És un peix d'aigua dolça, de clima tropical (tolera entre 3 i 39 graus Celsius de temperatura) i demersal., endèmic de Queensland (Austràlia). És inofensiu per als humans.